# José Francisco Ruiz Massieu
José Francisco Ruiz Massieu (22. juli 1946 – 28. september 1994) var en mexikansk politiker. Han var guvernør i Guerrero mellem 1987 og 1993. I 1994 blev han generalsekretær i partiet PRI. Den 28. september 1994 blev han dræbt i Mexico City. Raúl Salinas de Gortari (broren til eks-præsident Carlos Salinas de Gortari) blev omtalt som hjernen bag drabet. Salinas blev arresteret den 28. februar 1995.
|  | Artiklen om José Francisco Ruiz Massieu kan blive bedre, hvis der indsættes et (bedre) billede Du kan hjælpe ved at afsøge Wikimedia Commons for et passende billede eller uploade et godt billede til Wikimedia Commons iht. de tilladte licenser og indsætte det i artiklen. |

1. ↑  Navnet er anført på engelsk og stammer fra Wikidata hvor navnet endnu ikke findes på dansk.